# Kōji
Pour les articles homonymes, voir Kōji (homonymie).
 (novembre 2024).
Le kōji (麹/糀) ou koji est un ferment issu de la moisissure de plusieurs ascomycètes (champignons) du genre Aspergillus.

## Définition
En industrie agroalimentaire, kōji désigne le jus (ou « moût d'amorçage ») obtenu après saccharification de l'amidon contenu dans un substrat naturel (céréale, tubercule ou autre) ensemencé d'une culture de spores d'un des champignons (ascomycètes) suivants :
- Aspergillus flavus var. oryzae (Ahlb.) Kurtzman et al. (nom scientifique japonais : ki kōji-kin (キコウジキン / 黄麹菌?, « levure jaune ») : le plus utilisé, notamment pour le saké ;
- Aspergillus kawachii Kitahara, shiro kōji-kin (シロコウジキン / 白麹菌?, « levure blanche ») : shōchū de fécule de patate ;
- Aspergillus awamori Nakazawa, kuro kōji-kin (クロコウジキン / 黒麹菌?, « levure noire ») : tire son nom du shōchū de millet d'Okinawa ;
- Aspergillus sojae Sakaguchi et Yamazaki ex Murakami, shōyu-kōji-kin (醤油麹菌?) pour la sauce de soja et autres condiments ; telle que l'on peut s'en procurer dans le commerce, notamment en Chine et au Japon ;

- d'autres variétés de ces espèces sont parfois utilisées.

## Ce que lekōjin'est pas
On confond souvent le kōji avec :
- les Aspergillus qui le produisent (les kōji-kin) ;
- les amylases (enzymes) qu'il sécrète, comme la takadiastase ;
- le moromi qui est le moût final, formé après avoir ajouté l'eau au kōji, dans la deuxième étape de la fermentation ;
- le « riz à kōji », une des variétés de riz sélectionnées pour cet usage.

Ce qui reviendrait à confondre, en boulangerie, la levure elle-même ou la farine de blé, avec le levain.
On ne peut parler de kōji que lorsque les spores d'aspergillus ont mûri dans le substrat (leur mycélium diffuse pour se reproduire en enrobant chaque grain), et que l’amidon a été transformé en sucres fermentescibles pour donner ce moût d'amorçage, prêt à l'emploi au bout de deux à trois jours.

## Utilisation
Le kōji est utilisé au Japon pour :
- la saccharification du riz, préalable à la fermentation alcoolique du saké, du mirin, de l'awamori, du shōchū japonais et de certains vinaigres ;
- la transformation des grains de soja pour la production de miso, de shōyu (sauce de soja), de tamari et de certaines lacto-fermentations ou tsukemono.

En Chine, il est utilisé en cuisine dans diverses préparations, sucrées ou salées.

## Fabrication
Il doit être fabriqué au moins trois jours avant son utilisation, avec des spores du champignon idoine, vendues en supermarché au Japon de décembre à avril sous le nom de tane koji (種麹). Voici deux exemples de fabrication :
- Le kōji du saké est une culture de ki kōji-kin (Aspergillus flavus var. oryzae) ou d'un mélange des deux espèces, sur un « riz à kōji » cuit à la vapeur, et contenant 70 ml d'acide lactique pour 100 litres d'eau à 12 °C. Ces substances sont ajoutées à trois reprises pour maintenir la fermentation.

- Le kōji du mirin se prépare avec 10 g de shōyu-kōji-kin (Aspergillus sojae) par kg de riz à kōji.
  - Mettre le riz à tremper dans l'eau pendant dix heures.
  - Égoutter à la passoire et cuire à la vapeur pendant quarante minutes.
  - Refroidir à 40 °C avant de saupoudrer les spores sur le riz et mélanger.
  - Entreposer pendant trois jours en chambre de fermentation, à la température de 38−40 °C avec une humidité constante de 50-70 %.